# Félix Agnus
Félix Agnus (né le 4 juillet 1839 à Lyon en France, et décédé le 31 octobre 1925 à Baltimore au Maryland) est un brigadier-général de l'Union et un éditeur. Il est enterré à Pikesville, dans le comté de Baltimore (Maryland).

## Avant la guerre de Sécession
En 1852, à l'âge de 13 ans, Félix Agnus s'engage dans la marine de commerce.
En 1859, il s'engage dans le 3e régiment de zouaves et participe à la bataille de Montebello (20 mai 1859), puis sert plus tard dans le « Corps volant » commandé par l'italien Giuseppe Garibaldi.
Il émigre vers les États-Unis en 1860.

## Guerre de Sécession
Au début de la guerre, Félix Agnus s'engage en tant que soldat dans le 5th New York Volunteer Infantry (les zouaves de Duryea) et participe à la bataille de Big Bethel, pendant laquelle il porte secours au capitaine Kilpatrick. Félix Agnus attribue le tir mortel contre Henry Lawson Wyatt, le premier soldat confédéré tué au combat, au capitaine Kilpatrick. Il est alors promu second lieutenant.
Lors de la bataille de Gaine's Mill en juin 1862, Félix Agnus est blessé alors qu'il mène ses hommes à la charge à Ashland Bridge.
Il est  promu premier lieutenant dans le 5th New York mais, le 28 novembre 1862, il choisit d'être transféré dans une toute nouvelle unité de zouaves, le 165th New York ou « second bataillon des zouaves de Duryea »  où il est promu capitaine.
Avec le 165th New York, il est affecté auprès du général Nathaniel Banks, en Louisiane, où les zouaves se tiennent en garnison à la Nouvelle-Orléans et à Baton Rouge, avant de prendre part au siège de Port Hudson. Il est alors de nouveau blessé lors de la charge contre les fortifications. Il est promu commandant en septembre 1863.
Il participe à la bataille de Fisher's Hill, à la troisième bataille de Winchester et à l'expédition à Sabine Pass. Il est une nouvelle fois blessé au poignet, lors d'un combat à Fayetteville.
Félix Agnus rejoint les forces du général Ulysse S. Grant en Virginie et participe avec le 165th New York à la campagne du général Philip Henry Sheridan menée dans la vallée de la Shenandoah à l'automne 1864. Le 19 octobre, il participe au raid de Sheridan allant de Winchester au champ de bataille de Cedar Creek.
Il est brevet promu le 13 mars 1865 lieutenant-colonel, colonel et, finalement, brigadier-général. Il quitte le service actif le 28 juillet 1865.

## Après la guerre
À la fin de la guerre, Félix Agnus obtient le poste d'inspecteur général du département du Sud. Il supervise alors la destruction des forts confédérés de Caroline du Sud, de Géorgie et de Floride.
Félix Agnus commence ensuite une longue carrière au journal « Baltimore American » le 4 juillet 1869, comme superviseur du département des affaires. Au décès de Charles Fulton, son beau-père, en 1883, il devient administrateur et éditeur du journal. En 1908, il fonde le « Baltimore Star ».  Il acquiert un monument pour le caveau familial dans le cimetière de Druid Ridge, qui sera connu comme le « black aggie » du sculpteur Eduard Pausch en 1905.
Il est l'un des membres fondateurs de The Associated Press.